# Heteromeyenia cristalina
Heteromeyenia cristalina är en svampdjursart som beskrevs av Batista, Volkmer-Ribeiro och Melão 2007. Heteromeyenia cristalina ingår i släktet Heteromeyenia och familjen Spongillidae. Inga underarter finns listade i Catalogue of Life.